# Dygra Films
Dygra Films fue un estudio de animación por computadora y multimedia fundado por el coruñés Manolo Gómez Santos con más de 30 años de experiencia constatada en el mundo de los contenidos digitales.
Desde su fundación en 1987, en La Coruña (España)  como un estudio de diseño gráfico, ha apostado por la creación de un estudio asociado a la innovación tecnológica y creativa.
Su constante inquietud innovadora le ha llevado a la creación de los primeros interactivos táctiles en 1991, las primeras páginas Web de Unión Fenosa y TVG (1995), la creación de uno de los primeros simuladores de juego (Bicho, en 1996), el prototipo “Santi” (precursor de Googlemaps), la primera película 3D animada en Europa (“El bosque animado, sentirás su magia”, 2001), el primer spot en Digital 3D estereoscópico en la historia de la publicidad española (Campaña MoviStar 2008-2009), la primera película animada en Digital 3D en España ( “Holy night!”), que estrenó en las Navidades del 2010.
Dygra Films centra sus esfuerzos en dos líneas de negocio sustentadas por su “Know How”: Productos de producción propia y Servicios a clientes.
El desarrollo continuo de nuevas tecnologías asociada a la creatividad de su equipo humano,su plantilla altamente especializada, su “Know How” para realizar todos los procesos necesarios para crear un nuevo contenido digital desde el desarrollo de la idea hasta su producción final, les capacita para entender las necesidades del cliente y ayudarle a alcanzar sus objetivos.
Su último es la producción de uno de los primeros largometrajes en Europa de animación en Digital 3D, "Holy Night!". En enero de 2012 se anuncia el cierre de la empresa tras diversos problemas.

## Largometrajes
- El bosque animado (2001)
- El sueño de una noche de San Juan (2005)
- Espíritu del bosque (2008)